# Barys Hel'fand
Barys Abramavič Hel'fand, conosciuto con la traslitterazione anglosassone Boris Gelfand (in bielorusso Барыс Абрамавіч Гельфанд?; Minsk, 24 giugno 1968) è uno scacchista bielorusso naturalizzato israeliano, nato sovietico.
Grande maestro dal 1989, con la caduta dell'URSS ha rappresentato la federazione bielorussa fino al 1998, quando è emigrato in Israele, ottenendone la cittadinanza.
Protagonista in diverse edizioni del campionato del mondo, nell'edizione 2012 è stato lo sfidante di Viswanathan Anand per il titolo mondiale.
Ha partecipato a undici edizioni delle Olimpiadi degli scacchi, conquistando l'oro nel 1990 con la nazionale sovietica.
Nella lista FIDE di novembre 2013 ha ottenuto il suo record personale nel punteggio Elo, raggiungendo quota 2777 punti (7º al mondo, 1º tra i giocatori israeliani).

## Carriera
Tra i risultati di torneo, le vittorie al torneo interzonale di Manila 1990, ai torneo di Wijk aan Zee 1992, tornei di Biel 1993 (interzonale) e 2005, Dos Hermanas e Pamplona 1994, Belgrado e Debrecen 1995, Polanica-Zdrój 1998, open di Cannes 2002, Tilburg e Vienna 1996.
Nel 2008 ha vinto due argenti alle Olimpiadi di Dresda, una con la squadra e una individuale, come prima scacchiera.
Nel maggio del 2009 ha vinto la "ACP World Rapid Cup" di Odessa, superando nell'ordine Vüqar Həşimov, Dmitrij Jakovenko e nella finale Pëtr Svidler.
Nel dicembre del 2009 ha vinto, battendo nella finale agli spareggi lampo Ruslan Ponomarёv, la Coppa del Mondo di scacchi 2009.
Nel maggio del 2012 ha disputato a Mosca contro Viswanathan Anand il match per il campionato del mondo, dal quale è uscito sconfitto per 8,5 a 7,5.
Nell'ottobre del 2012 vince a pari merito con Veselin Topalov e Şəhriyar Məmmədyarov il Fide Grand Prix di Londra.
Nel giugno del 2013 vince a Mosca il forte torneo Tal Memorial superando di mezzo punto Magnus Carlsen.
Nell'ottobre del 2013 vince a pari merito con Fabiano Caruana il Fide Grand Prix di Parigi.
Nell'ottobre del 2014 vince a pari merito con Fabiano Caruana il Fide Grand Prix di Baku.